# Karl-Heinz Blomann
Karl-Heinz Blomann (* 1955 in Wanne-Eickel) ist ein deutscher Musiker, Komponist, Altsaxophonist und Produzent.

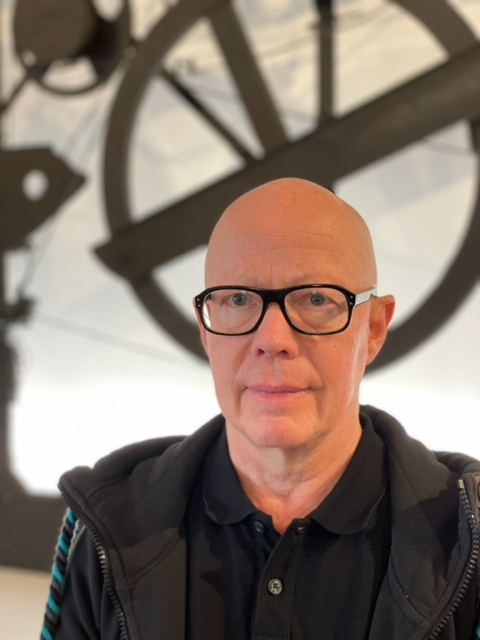
Karl-Heinz Blomann, Porträt

## Leben
Blomann studierte an der Universität Dortmund Pädagogik, später in Duisburg an der Gesamthochschule Musik und an der Universität Bochum Theater-, Film- und Fernsehwissenschaft (TFF).
1976 gründete er die Band Pöhl Musik und 1983 den Musikverlag AufRuhr Records, der seither ca. 20 Alben unterschiedlicher Künstler produziert hat. Pöhl Musik machte zahlreiche Tourneen, so z. B. durch Südamerika, Europa und spielte 1989 beim Next Wave Festival in New York.
Blomann hat zahlreiche Hörspiele produziert sowie Theater- und Filmmusik geschrieben. Für das Projekt „Klangskulpturen“ erhielt er mit Olaf Bruske, Rainer Grund, Birger Kluge, Matthias Klos und Jörg Peters, 1989 den DGB-Kulturpreis des Jahres 1989.
Von 1997 bis 2007 hatte er die künstlerische Leitung des Festivals open systems. Seit 2017 ist er künstlerischer Leiter des Festivals Blaues Rauschen.
Er arbeitet in unterschiedlichen Zusammenhängen mit immer neuen Konzepten an Themen wie Kunst und Technik, Mensch und Maschine und urbanen Klangräumen.

## Projekte
- Klangräume, 1991, Auftragsarbeit für den 24. Evangelischen Kirchentag
- Mécanique Mon Amour, 1993, Auftragsarbeit für das Rheinische Musikfest Essen
- Hören eine vernachlässigte Kunst, 1996, Buch mit CD „Vom Aufstand des Ohrs“
- Aspects of Law and Order, 1999, CD-ROM
- Chase, Uraufführung  beim open-systems-Festival 2000
- Kill Pop, 2000, Hörspiel mit Willi Thomczyk
- Der dritte Hammerschlag, 2006, Hörstück für WDR 3 Studio Akustische Kunst
- Art's Birthday: Sometimes Pumpstation, 2007, Komposition u. Performance mit Richard Ortmann
- Flussklang: Riversound 2008, Vier Ars Acoustica Produktionen mit Jon Rose und Michael Rodach[1]
- Flussklang: Riversound 2010, Vier Ars Acoustica Produktionen mit Gilles Aubry und Thomas Gerwin[1]
- Biryani Train, 2010, Soundtrack-CD
- Upgrade 4.0, 2011, Internationales Klang- und Performance-Projekt, Pumpwerk Dortmund Evinger Bach
- Open Mex: Soundsculptures, 2012, Performance mit Michael Schuon (Monochord) und Hyun Jin Kim (Tanz)
- Entwicklung des Medienarchivs EMSCHERplayer ab 2005[2]
- Konzept für Emscher:Reloaded mit Arnold Voss, Ralf Schumacher und Katharina Liebsch[3]
- Reflect Your Future, 2017, Komposition u. Performance mit Richard Ortmann (BLOORT).
- Wald und Klang / forest and sound, 2021, Klangkunstproduktion mit 10 internationalen Komponistinnen und Komponisten
- cycle and recycle, 2023, Klangkunstproduktion mit 10 internationalen Komponistinnen und Komponisten.